# Tanacetopsis goloskokovii
Tanacetopsis goloskokovii là một loài thực vật có hoa trong họ Cúc. Loài này được (Poljak.) Karmysch. miêu tả khoa học đầu tiên năm 1966.